# Heart of the Hunter
Heart of the Hunter är en sydafrikansk actionthrillerfilm från 2024. Filmen är regisserad av Mandla Dube efter ett manus skrivet Deon Meyer och Willem Grobler som i sin tur är baserat på en roman av Meyer. Filmen hade premiär på Netflix den 29 mars 2024.

## Handling
Filmen kretsar kring en före detta yrkesmördare. När hans vän avslöjar en sammansvärjning i den sydafrikanska regeringen hamnar han i hetluften.

## Rollista (i urval)
- Bonko Khoza – Zuko Khumalo
- Connie Ferguson – Molebogeng Kwena
- Tim Theron – Tiger de Klerk
- Peter Butler – Johnny Klein